# Die Jüdische Zeitung
Die Jüdische Zeitung, herausgegeben in Zürich, ist die meistverbreitete Wochenzeitung unter den orthodoxen Juden der Schweiz.
Das 1987 gegründete Blatt erscheint wöchentlich freitags in der Schweiz und wird auch ins Ausland versendet. Die Zeitschrift berichtet über israelische Politik und Wirtschaft, enthält Gedanken zur Parascha und Halacha, bietet jüdisch-erbauliche Aufsätze, jüdische Geschichte (vor allem Biographisches) und Geschichten, Schweizer Gemeindeinformationen und vieles mehr. 